# Кипарисы (картина Ван Гога)
«Кипарисы» (фр. Les Cyprès) — картина Винсента Ван Гога, написанная художником в 1889 году в Сен-Реми-де-Прованс, изображающая пару кипарисов во французской сельской местности. С 1949 года находится в Метрополитен-музее в Нью-Йорке.

## Описание
Картина «Кипарисы» была написана художником в то время как он был пациентом в больнице для умалишённых Сен-Поль в Сен-Реми-де-Прованс. В  приюте Ван Гогу было позволено продолжить свою работу. Среди других предметов художник интересовался изображениам кипарисов, которые он называл «прекрасными с точки зрения линий и пропорций подобно египетскому обелиску». Этот интерес привел к созданию нескольких картин, в том числе «Кипарисы», которые были написаны вскоре после прибытия Ван Гога в приют. Полотно было позже показано на собрании Обществе независимых художников в Париже в 1890 году.